# مارگون (شهرستان لیلک)
مارگون (به لاتین: Margun) یک منطقهٔ مسکونی در قرقیزستان است که در شهرستان لیلک واقع شده‌است. مارگون ۲٬۷۷۱ نفر جمعیت دارد و ۱٬۰۲۸ متر بالاتر از سطح دریا واقع شده‌است.